# کیم کی هه
کیم کی هه (کره‌ای: 김기해؛ زادهٔ ۲۸ سپتامبر ۱۹۹۹) بازیگر اهل کره جنوبی است. او حرفه بازیگری خود را در سال ۲۰۲۰ آغاز کرد و به خاطر ایفای نقش در وظیفه بعد از مدرسه (۲۰۲۳) شناخته می‌شود.

## فیلم‌شناسی

### فیلم
| سال  | عنوان                | نقش | توضیحات | منابع |
| ---- | -------------------- | --- | ------- | ----- |
| ۲۰۲۲ | جادوگر: بخش ۲. دیگری |     |         | [ ۲ ] |

### مجموعه تلویزیونی
| سال  | عنوان                                     | نقش           | توضیحات        | منابع |
| ---- | ----------------------------------------- | ------------- | -------------- | ----- |
| ۲۰۲۲ | درامای ویژه کی‌بی‌اس – «در حال حاضر آفلاین» | اوه بیونگ هون | فصل ۱۳؛ قسمت ۲ | [ ۳ ] |
| ۲۰۲۳ | وظیفه بعد از مدرسه                        | کیم چی یول    |                | [ ۴ ] |
| ۲۰۲۴ | چراغ‌فروشی                                 | جی وونگ       |                | [ ۵ ] |

### مجموعه اینترنتی
| سال  | عنوان                        | نقش         | توضیحات | منابع |
| ---- | ---------------------------- | ----------- | ------- | ----- |
| ۲۰۲۰ | The Female Friend Among Guys | کی هه       |         | [ ۲ ] |
| ۲۰۲۰ | دالگونا                      | ها جین هیوک |         | [ ۶ ] |